# Minucia heliothis
Minucia heliothis là một loài bướm đêm trong họ Erebidae.